# Bactericida
Os bactericidas (ou ainda, germicidas ou microbicidas) são antibióticos com o ponto cresce 
que destroem a bactéria, por meio de diversos mecanismos, destruição da parede celular, inibição da síntese proteica, inibição na síntese do ácido fólico, eliminando a bactéria.
Outro antibiótico conhecido como bacteriostático, impede o crescimento de bactérias.